# (28059) Kiliaan
(28059) Kiliaan est un astéroïde de la ceinture principale.

## Description
(28059) Kiliaan est un astéroïde de la ceinture principale. Il fut découvert le 26 juillet 1998 à La Silla par Eric Walter Elst. Il présente une orbite caractérisée par un demi-grand axe de 2,88 UA, une excentricité de 0,16 et une inclinaison de 11,7° par rapport à l'écliptique.

## Compléments